# 馬夫羅沃國家公園

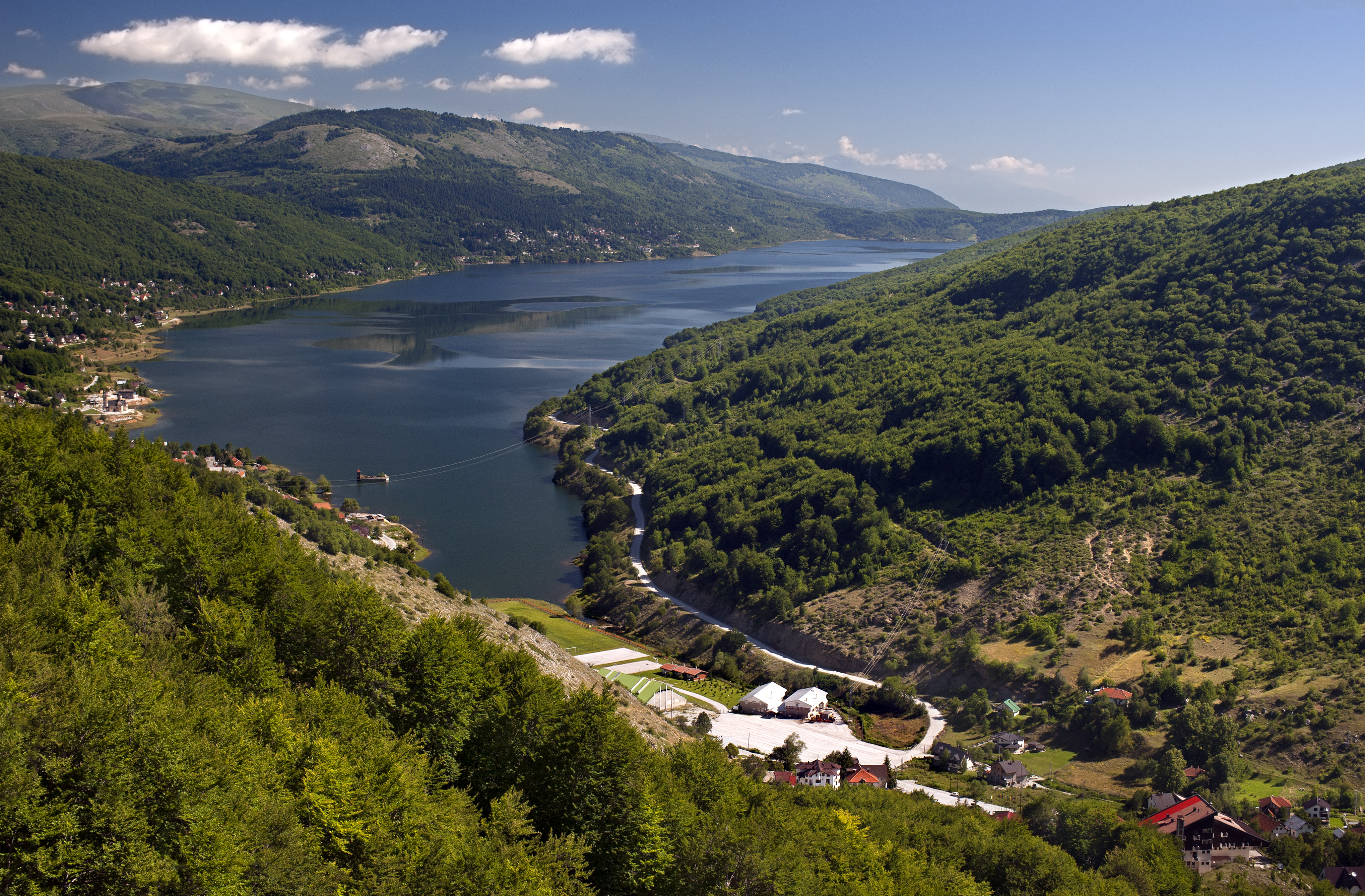

馬夫羅沃國家公園是北馬其頓的國家公園，位於該國西北部，處於戈斯蒂瓦爾西南面，毗鄰與阿爾巴尼亞接壤的邊境，始建於1949年，面積731平方公里。

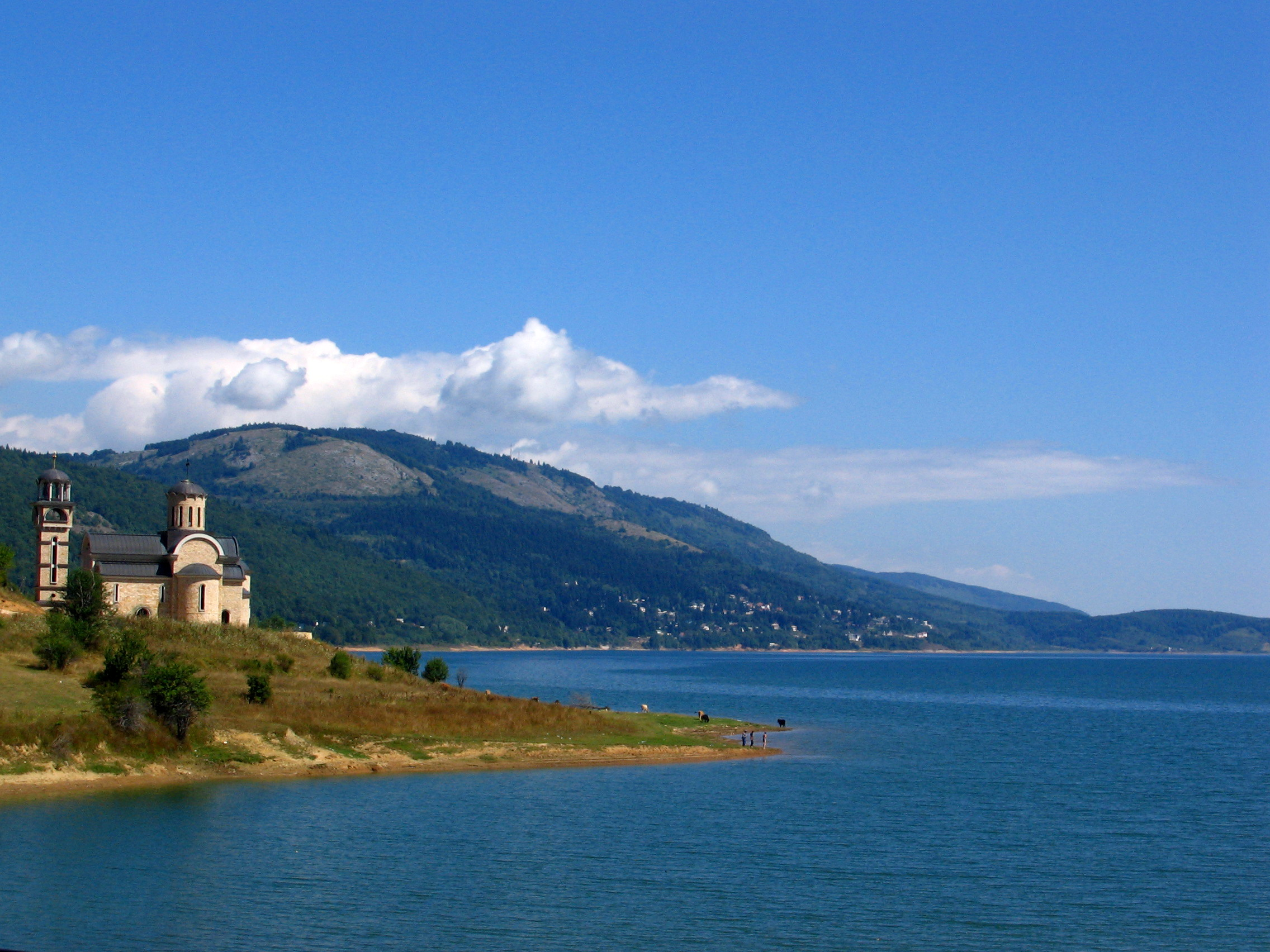

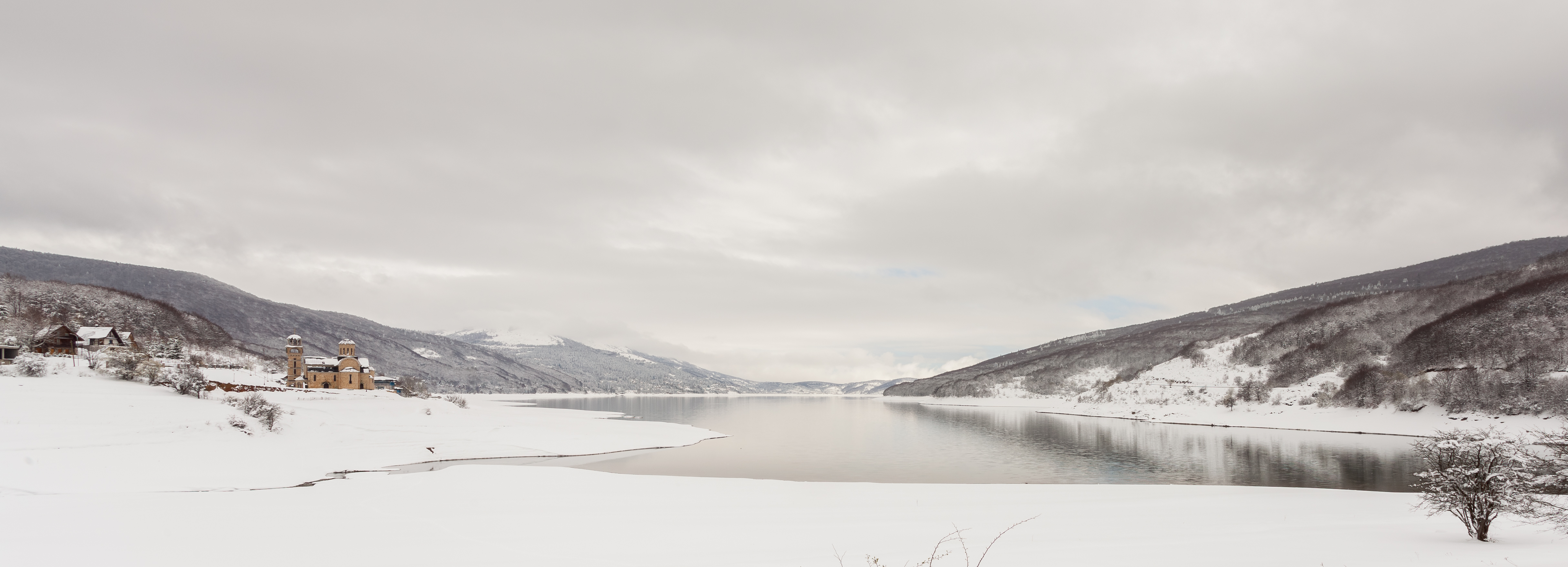

## 外部連結
- Official website of Nacional Park Mavrovo （页面存档备份，存于）
- National Park Mavrovo
- Environment in Macedonia